# Parapachrophylla claudiae
Parapachrophylla claudiae är en fjärilsart som beskrevs av Luis E. Parra 1991. Parapachrophylla claudiae ingår i släktet Parapachrophylla och familjen mätare. Inga underarter finns listade i Catalogue of Life.